# Théophylactes
Pour les articles homonymes, voir Théophylacte.
Les Théophylactes (ou Tusculani d'après leur titre de comtes de Tusculum) sont une famille sénatoriale romaine qui exerça une mainmise sur la papauté aux Xe et XIe siècles.

## Histoire
Théophylacte, le fondateur de la dynastie, était sénateur et cumulait la gestion du trésor et des troupes militaires de Rome (magister militum) ; il contrôlait la papauté avec ses alliés, dont Albéric de Spolète à qui il donna la main de sa fille Marozie Ire. Ce couple hérita du même contrôle sur l'Eglise de Rome. 
Marozie se remaria avec Guy de Toscane, demi-frère d'Hugues d'Arles ou de Provence, le roi d'Italie. Elle est finalement chassée de Rome par Albéric, fils de son premier mariage. Ce second Albéric épouse la fille d'Hugues d'Arles, Alda, pour conforter sa position.

## Généalogie
- Théophylacte († v. 920/927)
- + Théodora dite l'Ancienne (v. 870-ap. 916)
  - Marozie Ire (vers 890-932/937)
  - + Albéric Ier († 924), duc de Spolète
    - Albéric II († 954), duc de Spolète (?-?)
    - + Alda (fille d'Hugues d'Arles et de sa 2° épouse Alda)
      - Octavien, pape sous le nom de Jean XII de 955 à 964
      - Déodat (aussi nommé David ; donné par Wiki-it et Wiki-en comme un frère d'Albéric II, non un fils)
        - Benoît VII, pape de 974 à 983

  - + Serge III, pape
    - Jean XI, pape de 931 à 936 (? ; en fait, son père serait plutôt Albéric Ier)

  - + Hugues d'Arles, roi d'Italie († 947)  (cf. Bosonides)
  - + Guy de Toscane († 929) (cf. Carolingiens ; demi-frère utérin d'Hugues d'Arles)
  - Théodora II
  - + Jean (des Crescentii), consul puis évêque
    - Jean XIII, pape de 965 à 972
    - Théodora III
    - + Jean de Naples (duc Jean III de Naples ?)
    - Marozie II
    - + Théophylacte II (un fils d'Albéric Ier et Marozie Ire ? ; du moins un parent de Marozie)
      - Grégoire de Tusculum
        - Théophylacte, pape sous le nom de Benoît VIII de 1012 à 1024
        - Romain, pape sous le nom de Jean XIX de 1024 à 1033
        - Albéric III
          - Grégoire II
          - Théophylacte, pape sous le nom de Benoît IX
          - Guy
            - Benoît X, pape de 1058 à 1060
            - Berthe
              - Hildebrand, pape sous le nom de Grégoire VII de 1073 à 1085

  - Crescentius l'Ancien († 984)
    - Crescentius le Jeune († v. 1001/1013)
      - Jean II Crescentius († 1012)

    - Étiennette, Stefania
    - + Benoît Ier
      - Benoît II de Sabine
      - + Théodora